# Sobór Zmartwychwstania Pańskiego w Twerze
Sobór Zmartwychwstania Pańskiego – prawosławny sobór w Twerze, katedra eparchii twerskiej. Wzniesiona w 1914. 
Sobór powstał w 1914 z przeznaczeniem dla robotników manufaktury Morozowa, żyjących na osobnym osiedlu. Był połączony z kompleksem zabudowań żeńskiego monasteru Narodzenia Pańskiego. Budynek był jedną z cerkwi wzniesionych w całym Imperium Rosyjskim dla upamiętnienia trzystu lat panowania rodu Romanowów. Tysiąc rubli na jego budowę przekazał car Mikołaj II. Gotową świątynię poświęcił arcybiskup twerski i kaszyński Serafim (Cziczagow). W czasie ceremonii obecna była inna inicjatorka budowy świątyni – wielka księżna Elżbieta Fiodorowna Romanowa, będąca przełożoną żeńskiego monasteru Świętych Marty i Marii w Moskwie. Cerkiew była czynna zaledwie przez kilka lat. Po rewolucji październikowej władze bolszewickie zamknęły ją razem z sąsiednim monasterem Narodzenia Pańskiego i przeznaczyły na cele świeckie. Obiekt zwrócono eparchii dopiero w 1988. Cztery lata później biskup twerski i kaszyński Wiktor (Olejnik) dokonał jego ponownego poświęcenia. Budynek został gruntownie wyremontowany. 
Od 2000 szczególnym obiektem kultu w soborze są relikwie św. Sergiusza (Sriebrianskiego), hieromnicha służącego jako kapelan mniszek z monasteru Świętych Marty i Marii, nowomęczennika. Obok świątyni została wzniesiona kaplica pod wezwaniem Świętych Cierpiętników Cara Mikołaja II i Jego Rodziny.
Sobór reprezentuje styl neoruski, naśladuje średniowieczną architekturę sakralną ziemi pskowskiej.